# Polymorf (kristallografie)

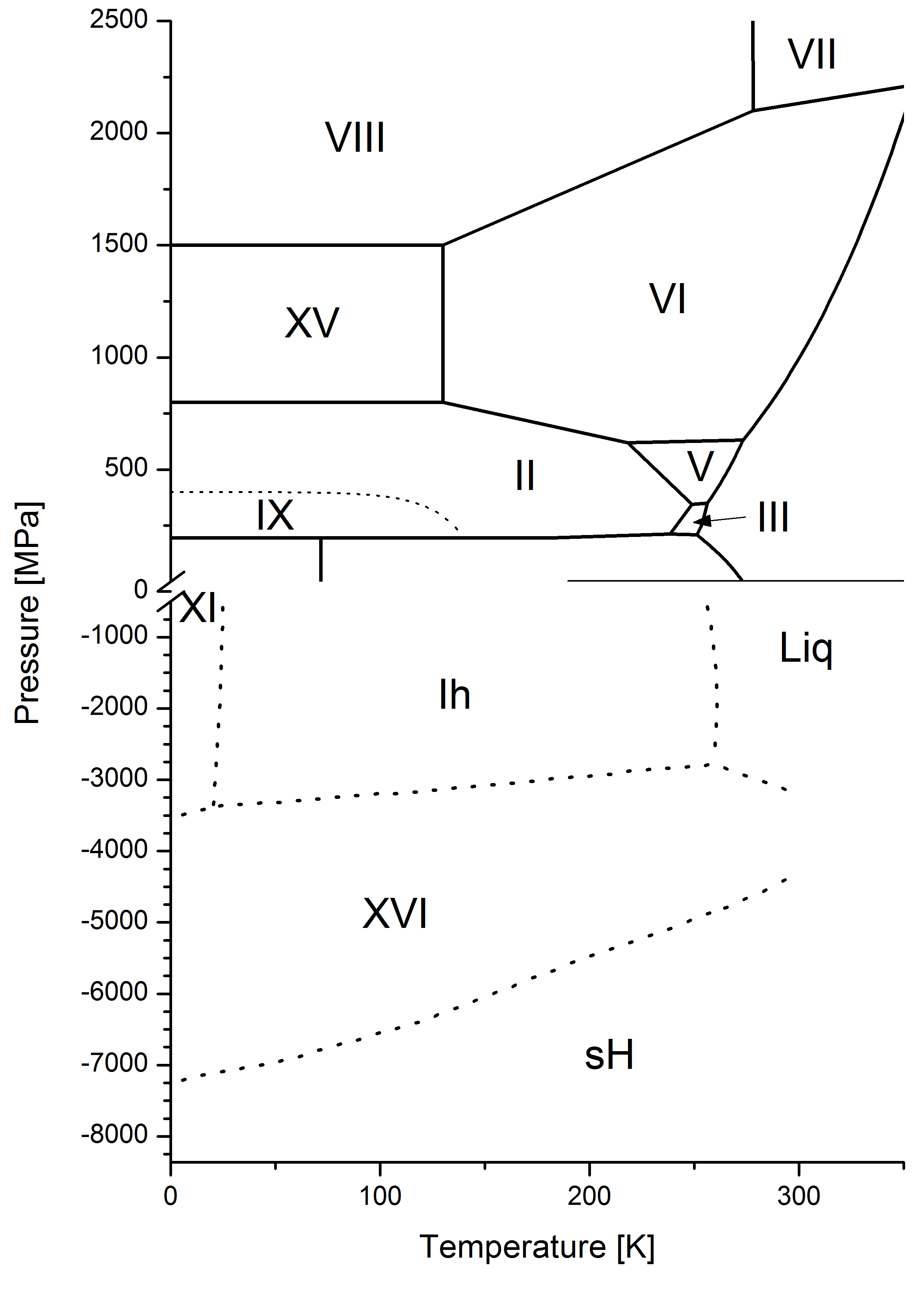
Fasediagram van de polymorfen van ijs. Het gebied met liq erin geeft de vloeibare fase (water) aan. De Romeinse cijfers zijn verschillende vaste fasen van ijs. Bij een luchtdruk van 10 GPa ligt het smeltpunt boven de 100 °C.

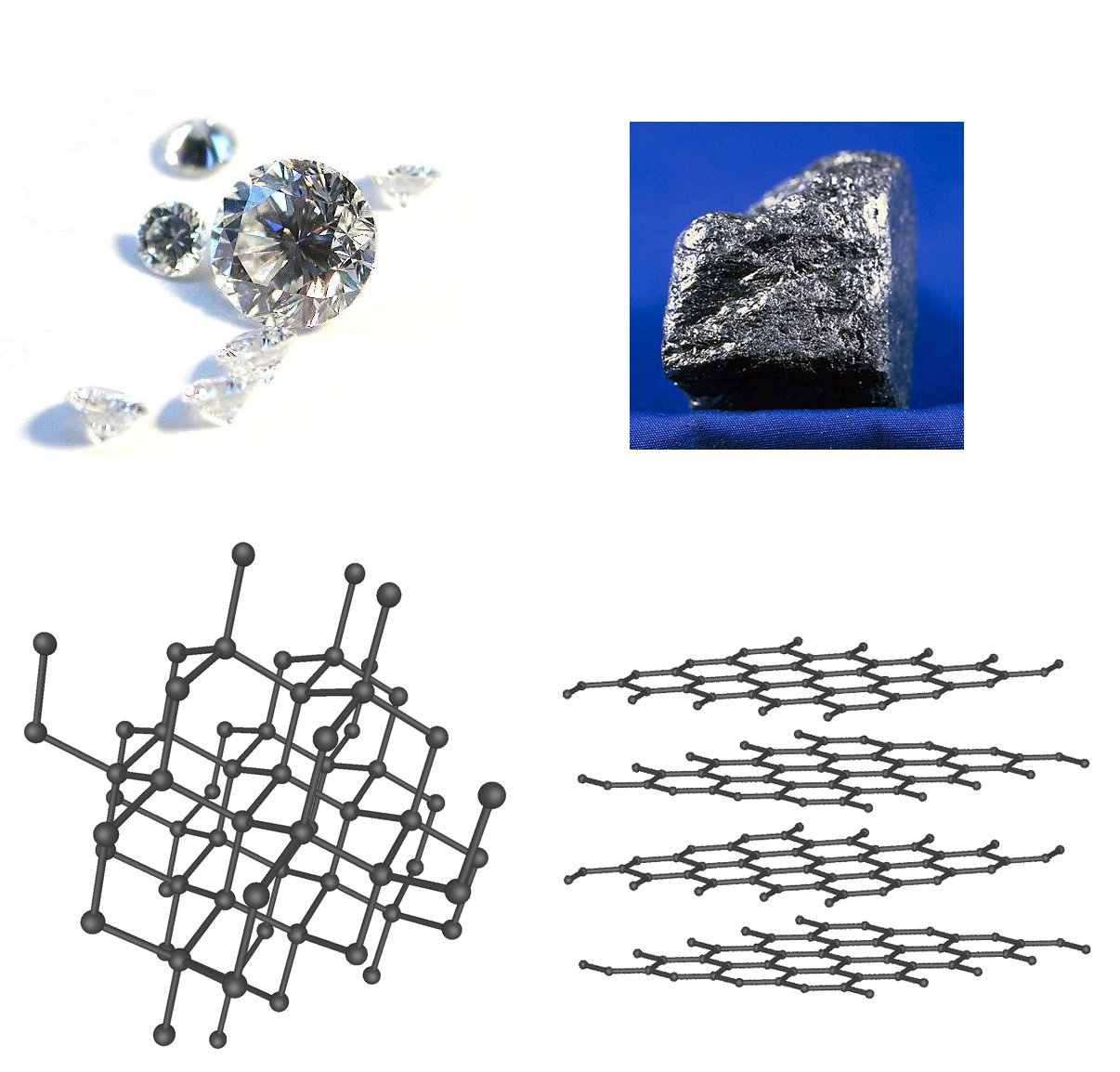
Allotropie in koolstof: diamant (links) en grafiet (rechts) met onderaan hun structuren. Beiden bestaan uit koolstof-atomen, maar deze zijn verschillend gerangschikt.

Polymorf (Grieks: veelvormig) is de eigenschap dat een enkelvoudige of samengestelde stof zich in vaste aggregatietoestand in verschillende kristallijne fasen, materie opgebouwd uit een kristalstructuur, kan voordoen.

## Definitie
De kristallijne structuur van een gegeven stof in de vaste aggregatietoestand hangt in de eerste plaats af van de chemische binding die de betreffende stof kenmerkt: een atomaire, moleculaire, ionaire of een metaalbinding. De roosterordening van een gegeven kristallijne stof verandert daarnaast door wijzigingen van temperatuur en/of druk. Iedere mogelijke ruimtelijke oriëntatie (kristallijne fase) van het kristalrooster van een gegeven stof noemt men een polymorf. Van één kristallijne stof welke is opgebouwd uit dezelfde enkelvoudige of samengestelde stof kunnen zo tot tientallen, fysisch-macroscopisch zeer verschillende, maar chemisch identieke, polymorfen bestaan.
Elke polymorf van een gegeven stof heeft een bepaalde thermodynamische stabiliteit. Welke polymorf (kristallijne fase) van de gegeven stof stabiel is bij een bepaalde temperatuur en druk is af te lezen in het fasendiagram van de bewuste stof. De thermodynamisch stabiele polymorf zal bij desbetreffende temperatuur en druk de voorkeur hebben boven andere, metastabiele polymorfen: de stabiele polymorf heeft bij gegeven temperatuur en druk de energetisch gunstigste oriëntatie van de moleculen, ionen of atomen ten opzichte van elkaar.
Met verschillende analysetechnieken zoals DSC, poederdiffractie en eenkristalsdiffractie kunnen polymorfen worden geïdentificeerd.

## Polymorfie versus allotropie
Een voorbeeld van twee polymorfen van koolstof zijn grafiet en diamant. Ze bevatten dezelfde koolstofatomen maar deze liggen in een andere oriëntatie ten opzichte van elkaar in het kristalrooster. In dit specifieke geval wordt ook wel van allotropie gesproken, omdat het hier polymorfie van een enkelvoudige stof (koolstof) betreft. Allotropie is dus een type polymorfie.

## Voorbeeld
Een voorbeeld van polymorfie bij een samengestelde stof is siliciumdioxide, dat in de natuur voorkomt in de polyformen van bijvoorbeeld coesiet, cristobaliet, keatiet, kwarts en tridymiet. Deze natuurlijk voorkomende mineralen hebben ieder een verschillende macroscopische kristal-habitus. Ook verschillen ze in fysische eigenschappen als hardheid. In chemisch opzicht bestaan ze echter allemaal uit silicium en zuurstof: SiO2.

Polymorfie in silica
Eenheidscel van α-cristobaliet.
Eenheidscel van β-cristobaliet.
Eenheidscel van α-kwarts.
Eenheidscel van keatiet.
Eenheidscel van α-tridymiet.

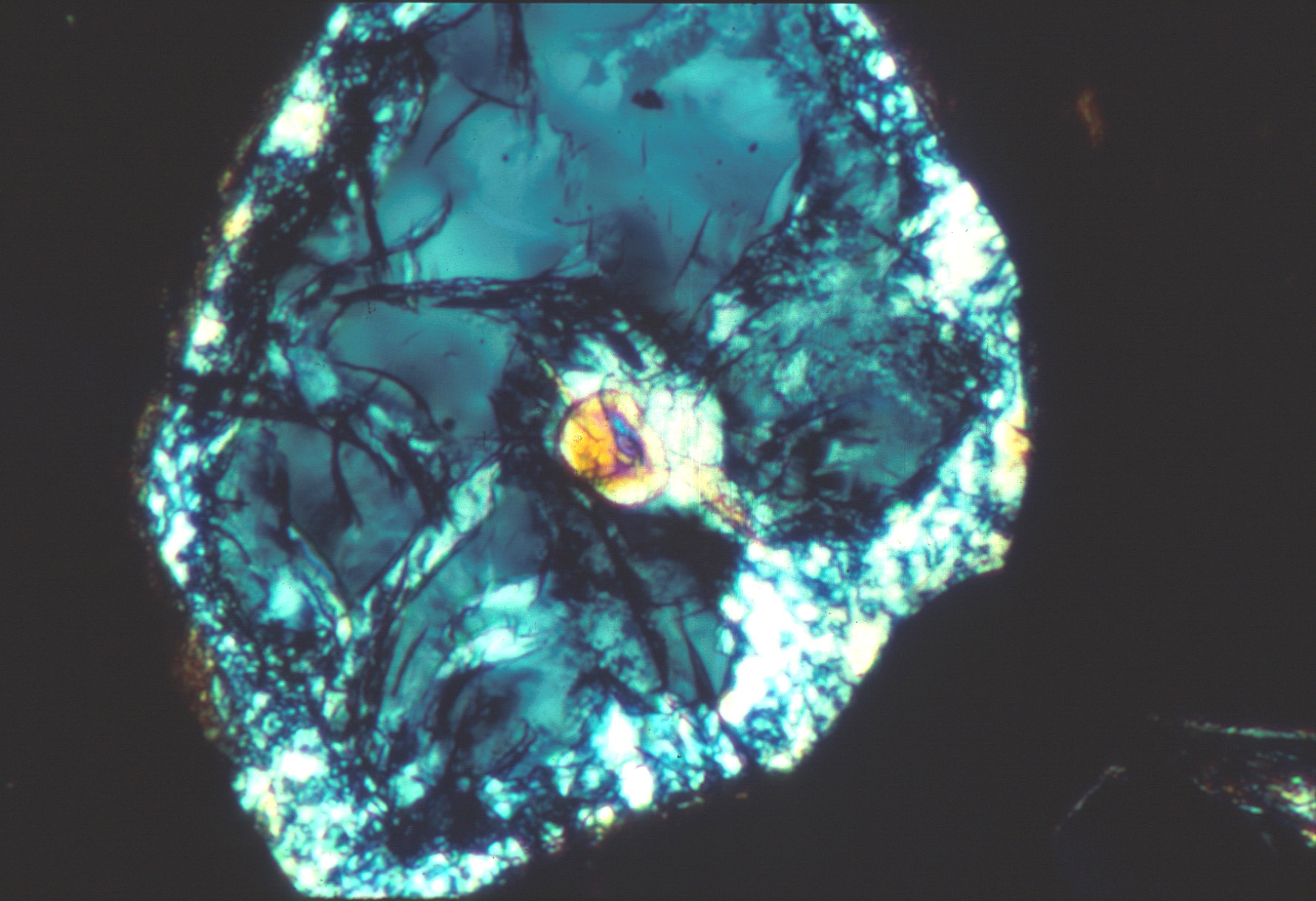
Coesiet
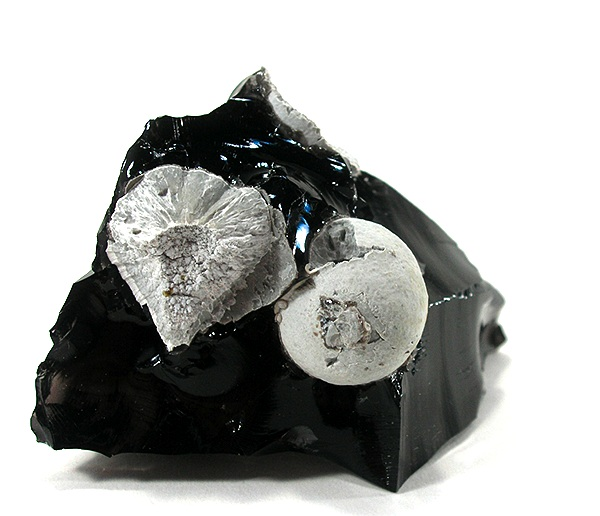
Cristobaliet
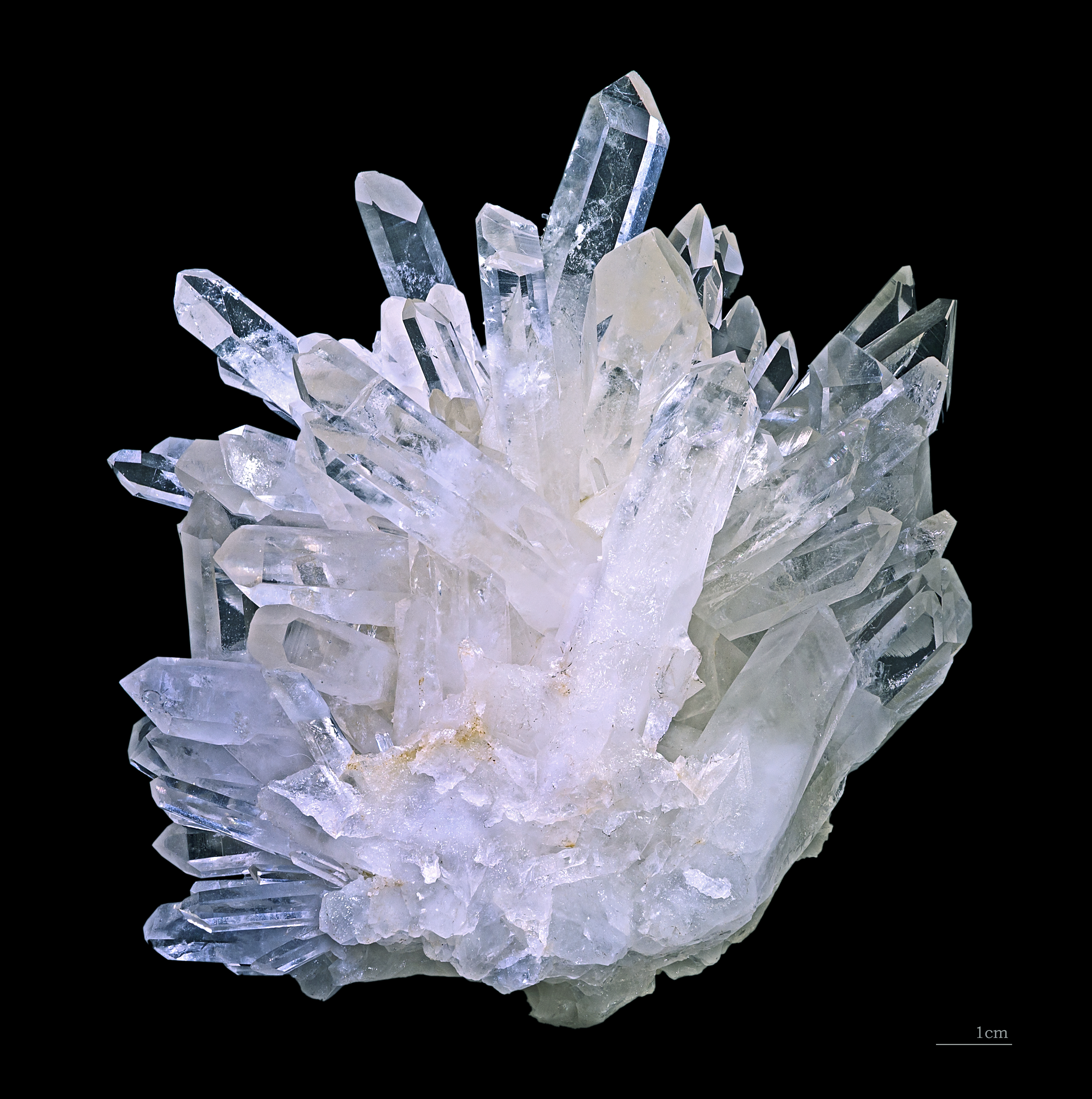
Kwarts (bergkristal)
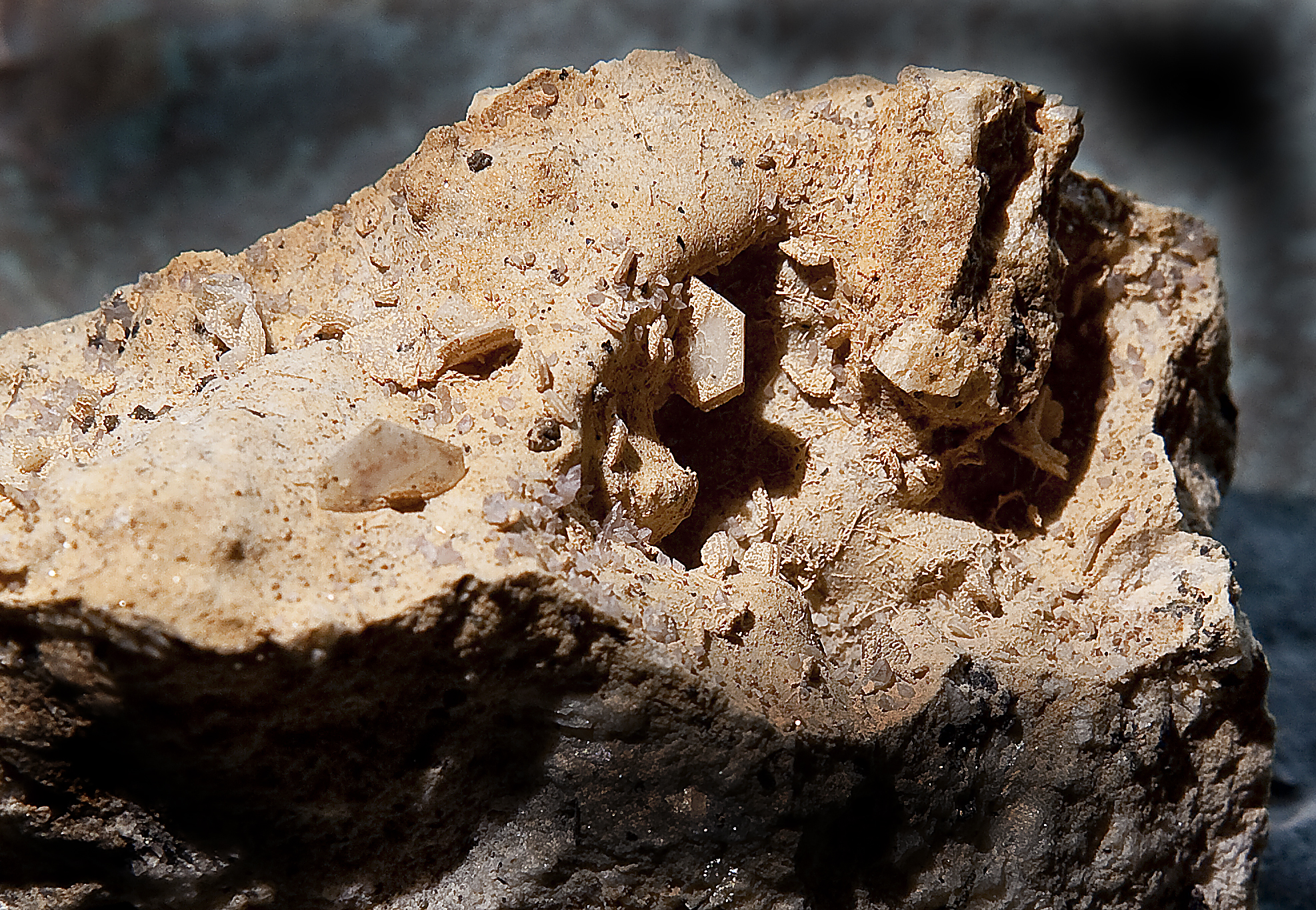
Tridymiet